# Polydore Veirman
Polydore Veirman, belgijski veslač, * 23. februar 1881, Gent, † 1951.
Veirman je na Poletnih olimpijskih igrah 1908 nastopil za Belgijo in klub Royal Club Nautique de Gand v osmercu s krmarjem, ki je osvojil srebrno medaljo.  
Na Poletnih olimpijskih igrah 1912 v Stockholmu je veslal v enojcu in tudi tam osvojil srebrno medaljo.